# Tamás Lőrincz
Tamás Lőrincz (Cegléd, 20 de diciembre de 1986) es un deportista húngaro que compite en lucha grecorromana. Su hermano Viktor también compite en lucha.
Participó en cuatro Juegos Olímpicos de Verano, entre los años 2008 y 2020, obteniendo dos medallas, plata en Londres 2012 (categoría de 66 kg) y oro en Tokio 2020 (categoría de 77 kg), y el octavo lugar en Pekín 2008. En los Juegos Europeos de Minsk 2019 obtuvo una medalla de bronce en la categoría de 77 kg.
Ganó cuatro medallas en el Campeonato Mundial de Lucha entre los años 2014 y 2019, y ocho medallas en el Campeonato Europeo de Lucha entre los años 2006 y 2021.

## Palmarés internacional
| Juegos Olímpicos   | Juegos Olímpicos       | Juegos Olímpicos  | Juegos Olímpicos |
| Año                | Lugar                  | Medalla           | Categoría        |
| ------------------ | ---------------------- | ----------------- | ---------------- |
| 2012               | Londres (Reino Unido)  | Medalla de plata  | 66 kg            |
| 2020               | Tokio (Japón)          | Medalla de oro    | 77 kg            |
| Campeonato Mundial |                        |                   |                  |
| Año                | Lugar                  | Medalla           | Categoría        |
| 2014               | Taskent (Uzbekistán)   | Medalla de bronce | 66 kg            |
| 2017               | París (Francia)        | Medalla de plata  | 75 kg            |
| 2018               | Budapest (Hungría)     | Medalla de plata  | 77 kg            |
| 2019               | Nursultán (Kazajistán) | Medalla de oro    | 77 kg            |
| Juegos Europeos    |                        |                   |                  |
| Año                | Lugar                  | Medalla           | Categoría        |
| 2019               | Minsk (Bielorrusia)    | Medalla de bronce | 77 kg            |
| Campeonato Europeo |                        |                   |                  |
| Año                | Lugar                  | Medalla           | Categoría        |
| 2006               | Moscú (Rusia)          | Medalla de oro    | 66 kg            |
| 2010               | Bakú (Azerbaiyán)      | Medalla de bronce | 66 kg            |
| 2011               | Dortmund (Alemania)    | Medalla de plata  | 66 kg            |
| 2013               | Tiflis (Georgia)       | Medalla de oro    | 66 kg            |
| 2014               | Vantaa (Finlandia)     | Medalla de oro    | 71 kg            |
| 2017               | Novi Sad (Serbia)      | Medalla de bronce | 75 kg            |
| 2018               | Kaspisk (Rusia)        | Medalla de bronce | 77 kg            |
| 2021               | Varsovia (Polonia)     | Medalla de oro    | 77 kg            |